# Terriera dracaenae
Terriera dracaenae är en svampart som först beskrevs av W. Phillips & Harkn., och fick sitt nu gällande namn av P.R. Johnst. 2001. Terriera dracaenae ingår i släktet Terriera och familjen Rhytismataceae.   Inga underarter finns listade i Catalogue of Life.